# 西城区
西城区（せいじょうく）は、中華人民共和国北京市に位置する市轄区。

## 地理
西城区は北京市中心城区の西北部に位置し、北は海淀区、東は東城区、南は豊台区に接する。区内には人民大会堂など中国の政府、党、軍の重要機関が密集し、中国共産党高級幹部専用住宅街である中南海などが位置している。また北海公園、西単の商業地区、中国銀行ビルなどがある北京金融街、北京動物園などの所在地でもある。

## 歴史
1950年4月18日、政務院による北京市行政区調整が行われた際、西城区域には2区、第4区、第5区西部及び第13、第14区の一部が設置された。1952年9月の行政改編では西単区、西四区及び海淀区、前門区の一部に改編されている。1958年に西単区と西四区が合併し西城区が誕生し、1987年に馬甸の一部が朝陽区より移管された。2010年7月1日宣武区を統合し現在に至る。
牛街街道は回族の集住地区として知られ、清真料理の食材を扱う商店、清真食堂が多く建つ。元代の大都に形成されたイスラム教徒の居住区が地区の起源と考えられており、明・清代に多くのイスラム教徒が移住した。地区の中心モスクである牛街清真寺は中華人民共和国全国重点文物保護単位に指定されており、ほか中国イスラーム教協会、中国イスラーム経学院、回民学校、回民医院などが設置されている。

## 行政区画
この節の参考資料
| 街道弁事処   | 社区 |
| ------------ | --- |
| 西長安街街道 | 南北長街社区、府右街南社区、光明社区、西交民巷社区、北新華街社区、六部口社区、和平門社区、鐘声社区、太僕寺街社区、西黄城根南街社区、義達里社区、西単北社区、未英社区 |
| 新街口街道   | 西里二区社区、西里一区社区、西里四区社区、北草廠社区、西里三区社区、玉桃園社区、西四北頭条社区、西四北三条社区、西四北六条社区、育徳社区、前公用社区、半壁街社区、南小街社区、冠英園社区、大覚社区、富国里社区、安平巷社区、官園社区、宮門口社区、北順社区、中直社区 |
| 月壇街道     | 月壇社区、社会路社区、鉄道部住宅区第三社区、三里河一区社区、南沙溝社区、復興門北大街社区、鉄道部住宅区第二・二社区、復興門外大街甲7号院社区、三里河二区社区、三里河三区第一社区、三里河三区第三社区、南礼士路社区、木樨地社区、復興門外社区、全国総工会住宅区社区、白雲観社区、真武廟社区、広電総局住宅区第二社区、西便門社区、鉄道部住宅区第二・一社区、広電総局住宅区第一社区、汽車局河南社区、汽車局河北社区、公安住宅区社区、鉄道部住宅区第四社区、三里河第一社区、三里河第二社区 |
| 展覧路街道   | 文興街社区、朝陽庵社区、三塔社区、新華南社区、百万荘東社区、百万荘西社区、車公荘社区、新華東社区、新華里社区、楡樹館社区、徳宝社区、団結社区、北営房西里社区、北営房東里社区、黄瓜園社区、露園社区、阜外西社区、洪茂溝社区、阜外東社区、南営房社区、万明園社区、浜河社区 |
| 徳勝街道     | 石油社区、安徳路南社区、六舗炕水電社区、安徳路北社区、六舗炕煤炭社区、新外大街南社区、徳勝里社区、徳外大街西社区、新明家園社区、新風中直社区、新外大街北社区、新康社区、馬甸社区、人定湖西里社区、黄寺大街西社区、双旗桿社区、北広社区、黄寺大街24号社区、裕中西里社区、裕中東里社区、陽光麗景社区、新風街1号社区、徳外大街東第一社区、徳外大街東第二社区 |
| 金融街街道   | 京畿道社区、西太平街社区、二龍路社区、東太平街社区、温家街社区、受水河社区、文昌社区、手帕社区、新文化街社区、新華社社区、中央音楽学院社区、教育部社区、民康社区、豊匯園社区、宏匯園社区、豊融園社区、豊盛社区、大院社区、磚塔社区 |
| 什刹海街道   | 西四北社区、西安門社区、西什庫社区、愛民街社区、大紅羅社区、西巷社区、護国寺社区、簸籮倉社区、前鉄社区、柳蔭街社区、興華社区、松樹街社区、前海北沿社区、前海東沿社区、白米社区、景山社区、米粮庫社区、旧鼓楼社区、双寺社区、鼓西社区、後海社区、葦坑社区、後海西沿社区、西海社区、四環社区 |
| 大柵欄街道   | 前門西河沿社区、延寿街社区、三井社区、大柵欄西街社区、石頭社区、鉄樹斜街社区、百順社区、大安瀾営社区、煤市街東社区 |
| 天橋街道     | 留学路社区、香廠路社区、天橋小区社区、禄長街社区、先農壇社区、永安路社区、虎坊路社区、太平街社区 |
| 椿樹街道     | 宣武門外東大街社区、琉璃廠西街社区、椿樹園社区、四川営社区、紅線社区、梁家園社区、香炉営社区 |
| 陶然亭街道   | 米市社区、粉房琉璃街社区、福州館社区、黒窯廠社区、龍泉社区、紅土店社区、新興里第一社区、新興里第二社区、新興里第三社区、南華里社区 |
| 広安門内街道 | 西便門西里社区、西便門東里社区、槐柏樹街北里社区、長椿街西社区、槐柏樹街南里社区、核桃園社区、報国寺社区、上斜街社区、宣武門西大街社区、三廟街社区、康楽里社区、広安東里社区、大街東社区、老墻根社区、長椿街社区、西便門内社区、長椿里社区、校場社区 |
| 牛街街道     | 牛街東里社区、春風社区、鋼院社区、南線閣社区、菜園北里社区、楓樺社区、法源寺社区、白広路社区、牛街西里一区社区、牛街西里二区社区 |
| 白紙坊街道   | 平原里社区、双槐里社区、右北大街社区、桜桃園社区、崇効寺社区、菜園街社区、建功北里社区、建功南里社区、新安中里社区、新安南里社区、右内西街社区、右内後身社区、光源里社区、半歩橋社区、自新路社区、里仁街社区、万博苑社区、清芷園社区 |
| 広安門外街道 | 鴨子橋社区、青年湖社区、椿树館社区、白菜湾社区、車站東街社区、車站西街社区、車站西街十五号院社区、紅居南街社区、紅居街社区、手帕口南街社区、朗琴園社区、紅蓮南里社区、紅蓮中里社区、紅蓮北里社区、湾子街社区、馬連道社区、三義里社区、馬連道中里社区、三義東里社区、蓮花河社区、小馬廠社区、天寧寺北里社区、天寧寺南里社区、手帕口北街社区、二熱社区、楽城社区、栄豊社区、依蓮軒社区、蝶翠華庭社区、中新佳園社区                                                                      |

## 名所・旧跡
- 北海公園
- 琉璃厰
- 牛街清真寺
- 月壇
- 法源寺
- 徳勝門
- 白雲観
- 中南海

## 友好都市
- 東京都北区（日本）
  - 1993年4月22日 旧宣武区と友好都市提携 [3]
  - 2011年11月9日 友好都市提携 [3][4]

1985年、北区の王子小学校と宣武区の北京第一実験小学校が交流開始。同年9月に宣武区長が北区を訪問したことが都市間交流の契機となっている。1991年度より交流事業が実施され、1993年に正式の提携が結ばれた。2011年、新たに発足した西城区との間に改めて提携を結んだ。
- 東京都中野区（日本）
  - 1986年9月5日 （旧）西城区と友好協力関係締結 [3][6]
  - 1993年10月12日　「友好区」関係に名称を変更 [3][6]

1986年、西城区と「友好協力関係」を締結。その後、友好交流をさらに進めるためとして「友好協力関係」を「友好区関係」と改めた。以来、さまざまな分野で活発に交流を図っている。提携20周年に当たる2006年には、友好関係の継続発展に関する議定書を締結した。

## ギャラリー

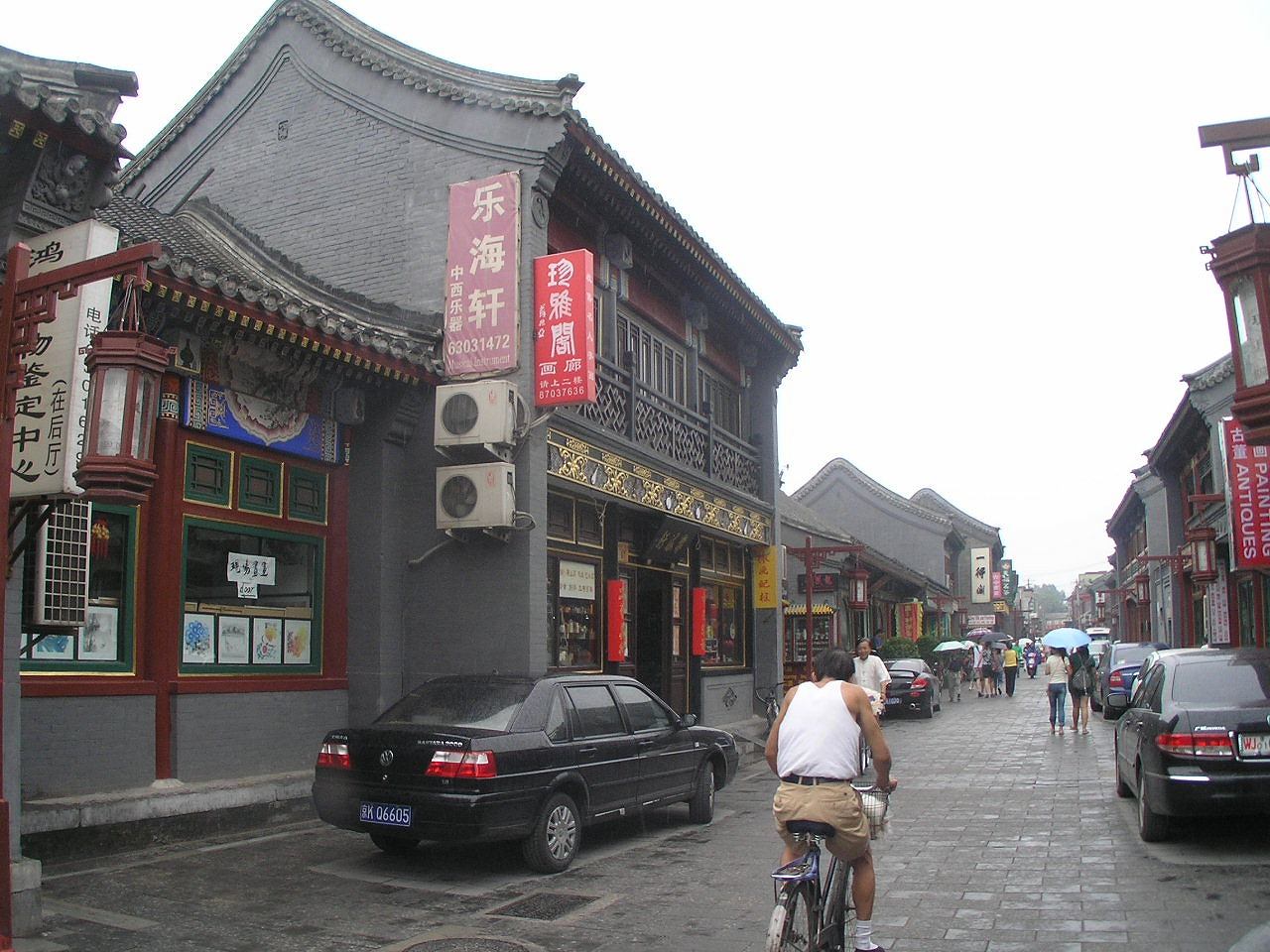
書画骨董の店が集まる瑠璃廠の町並み
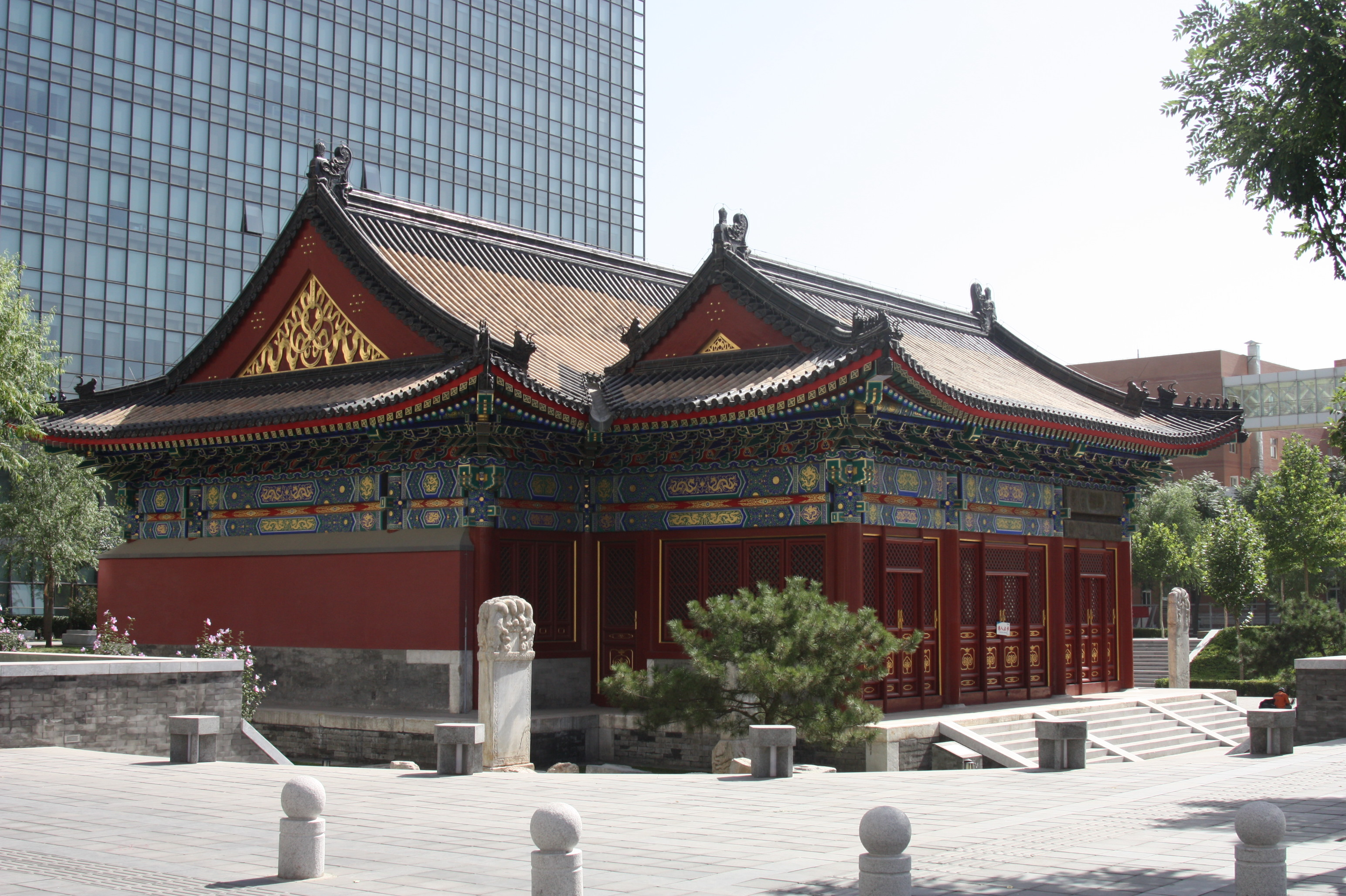
西城区の金融街にある北京都城隍廟寝殿
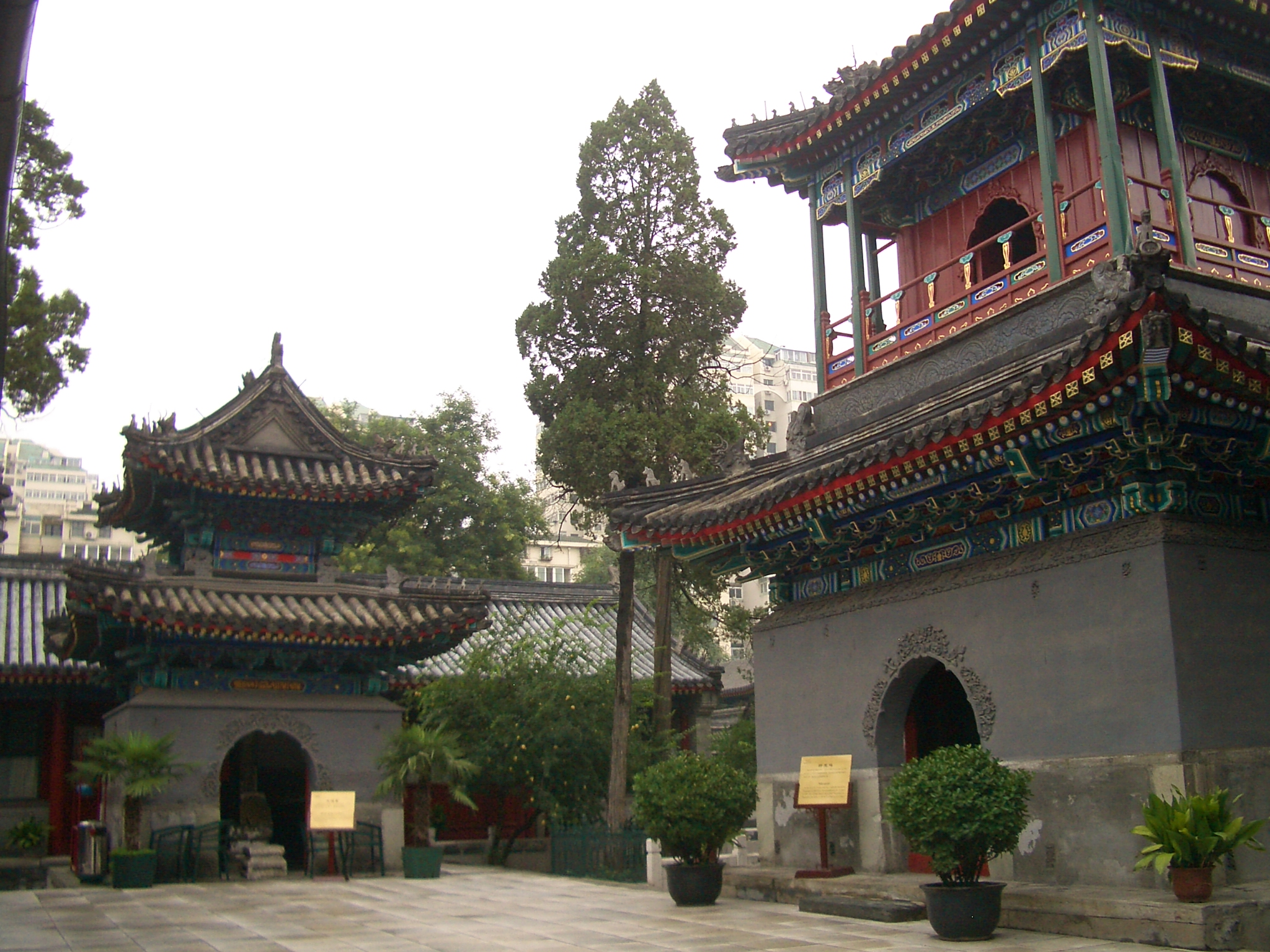
イスラム教徒が集住する牛街の中国風モスク
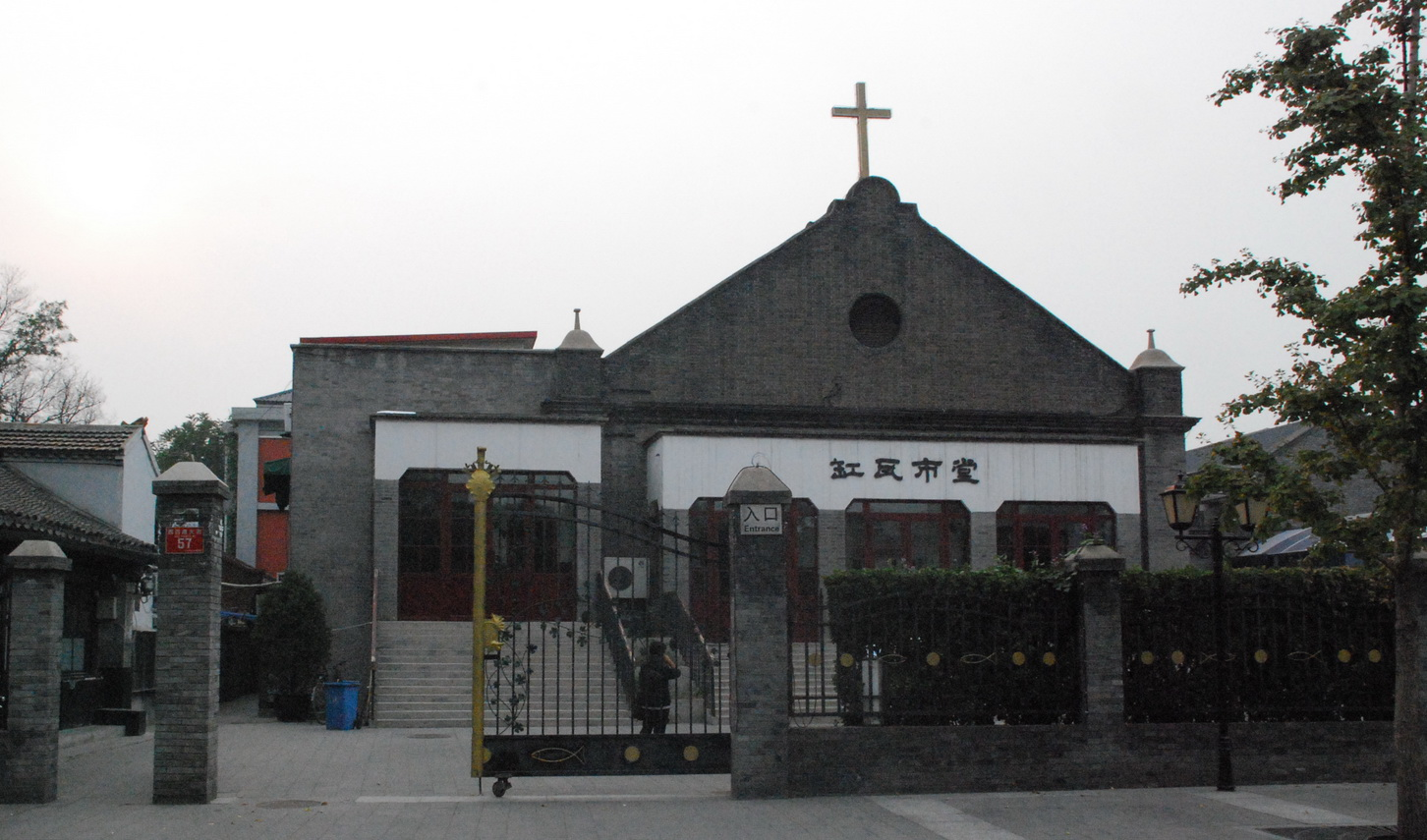
地下鉄宣武門駅わきの古いキリスト教の教会
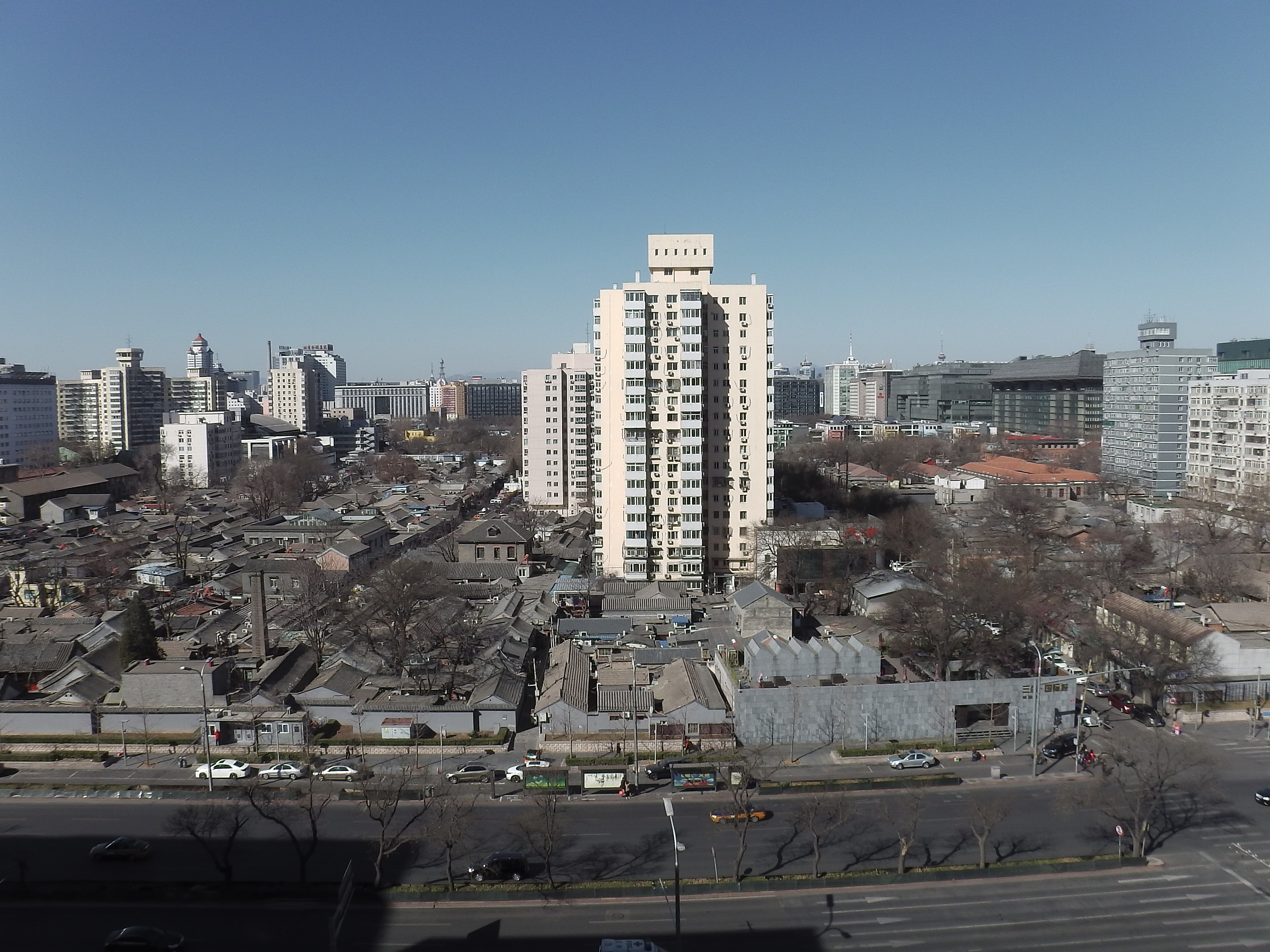
西城区のホテルから見た光景。近代的な高層ビルと、伝統的な平屋の胡同が入り混じっている。遠くに山も見える。
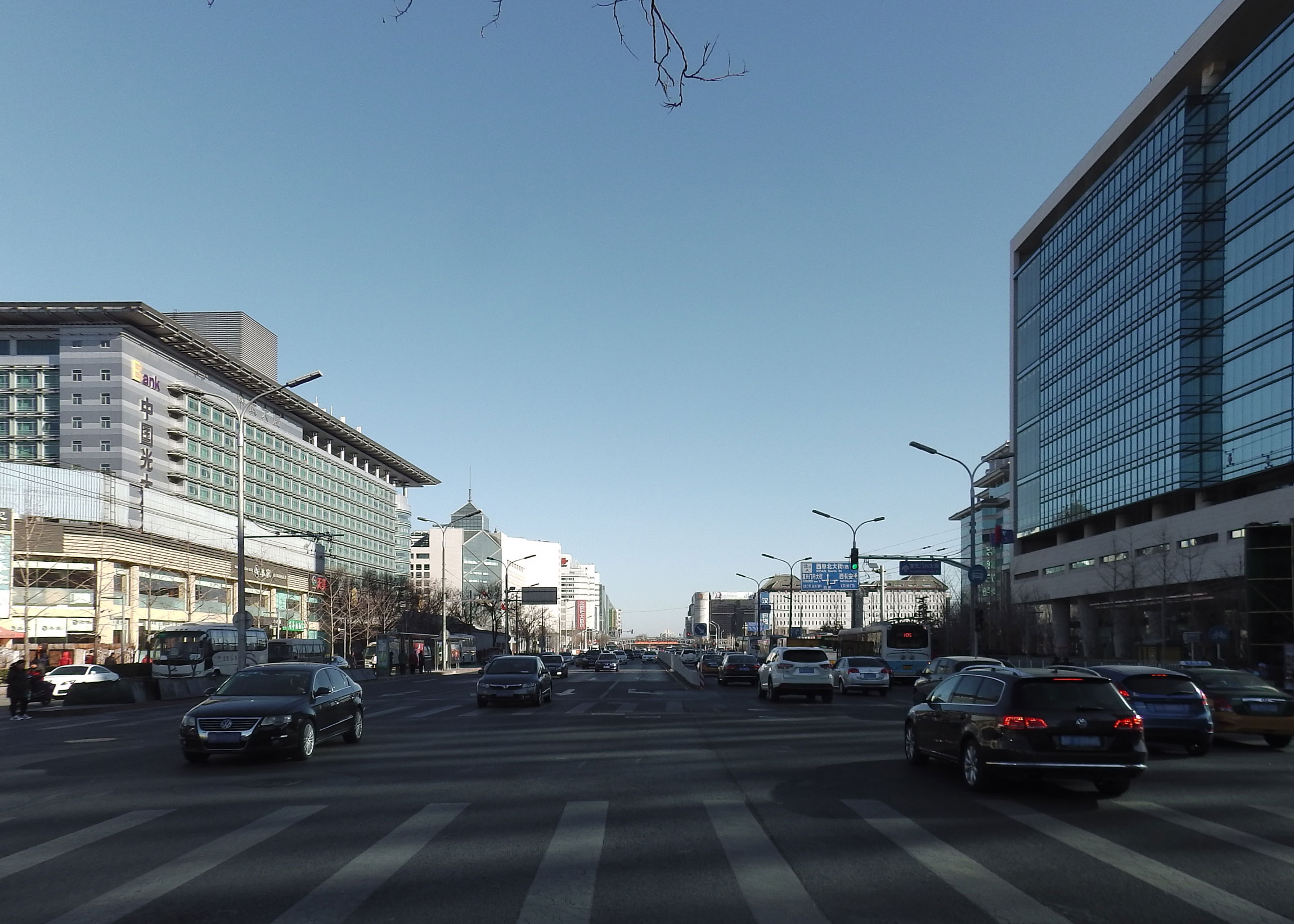
北京屈指の繁華街・西単を南から望む
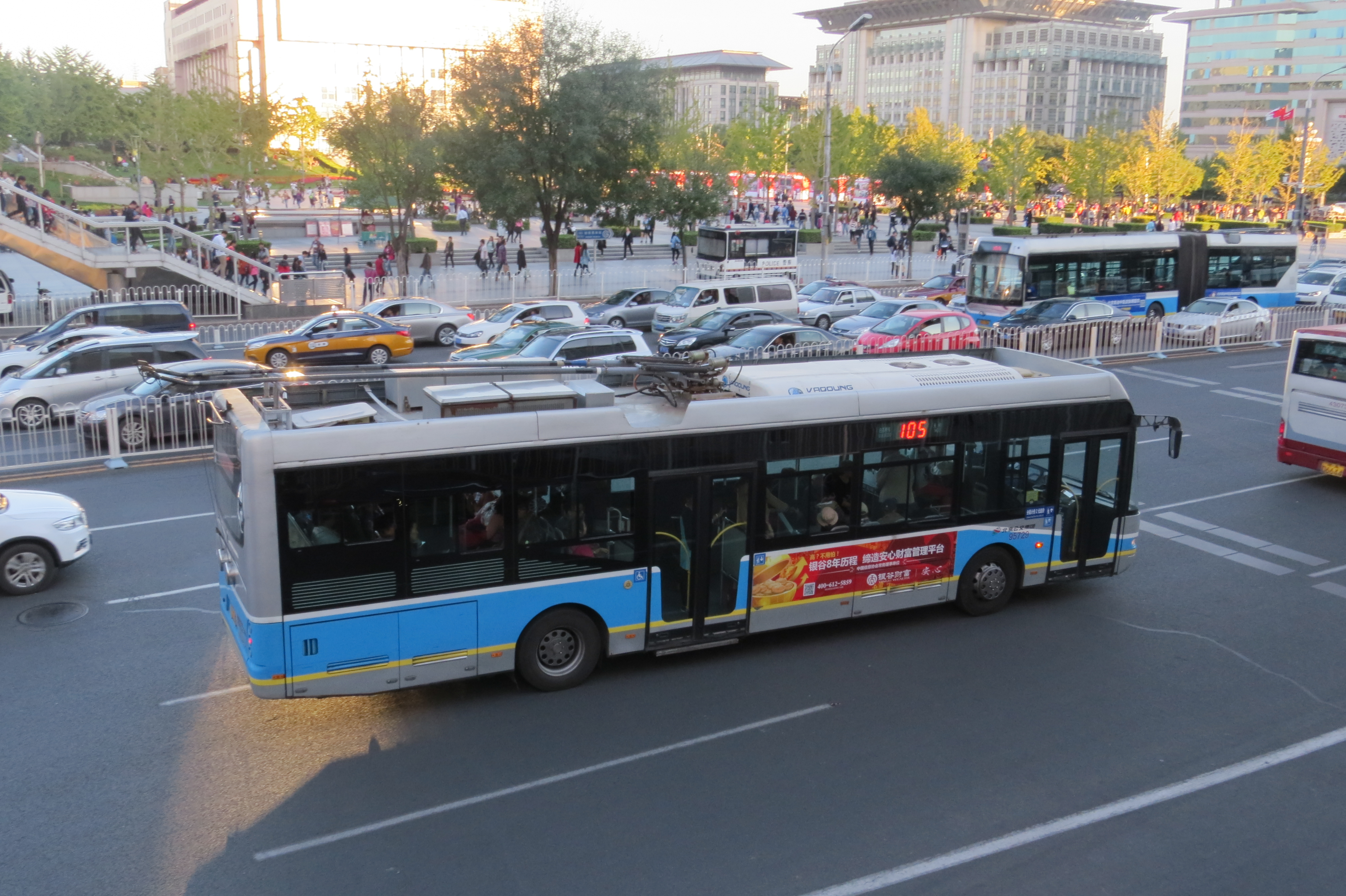
西単文化広場のにぎわい
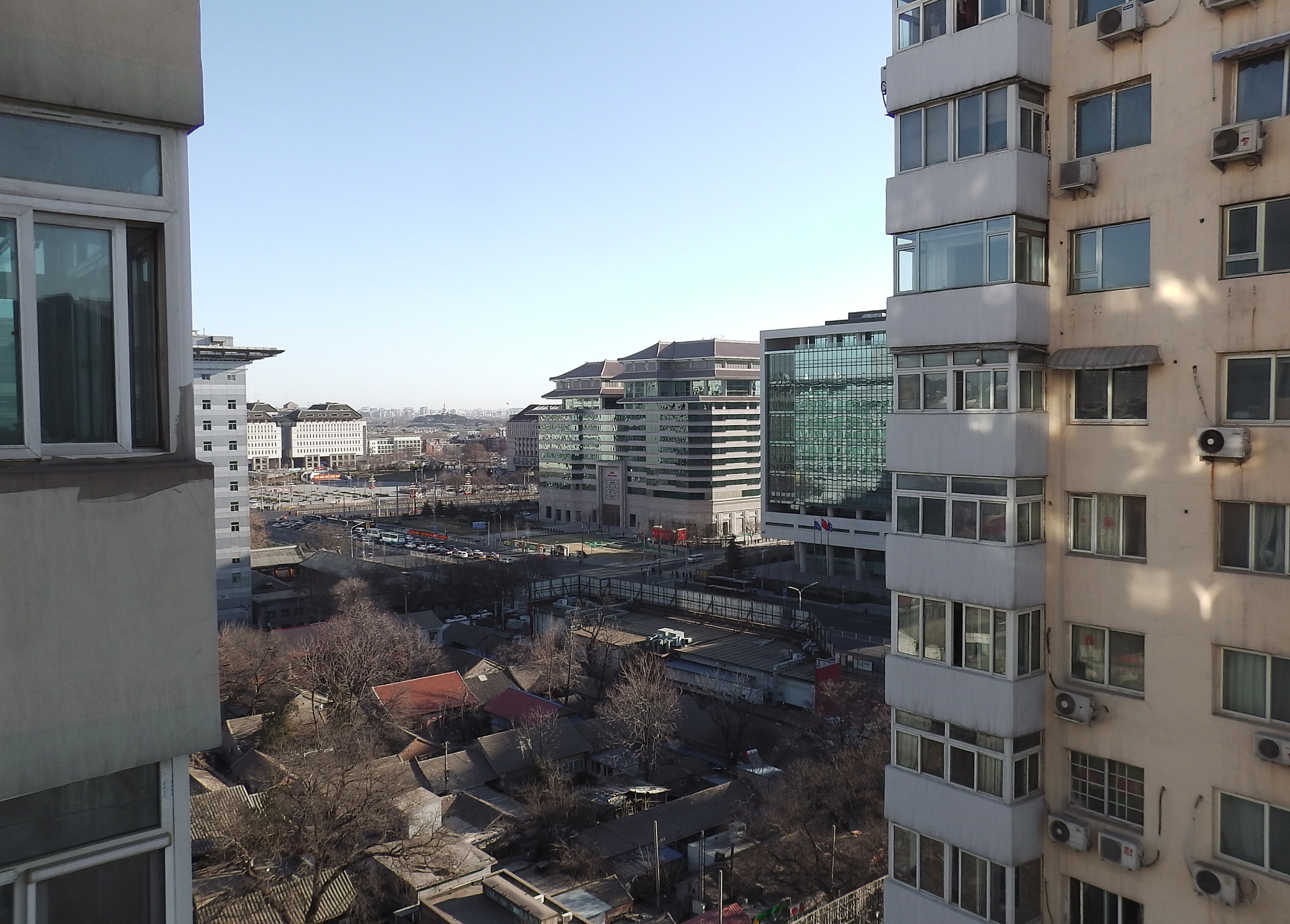
新文化街から西単文化広場を望む
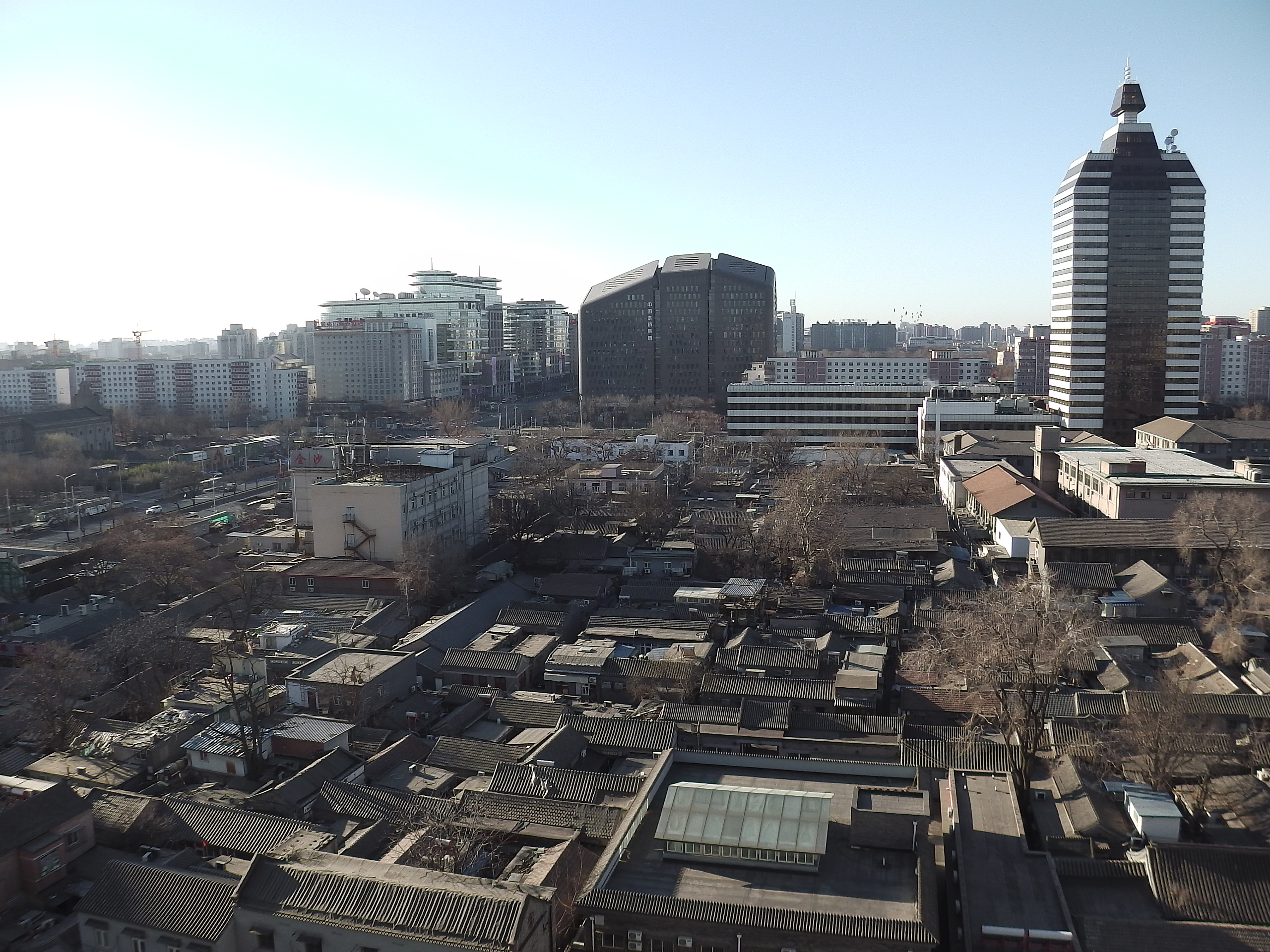
新文化街から地下鉄宣武門駅界隈を俯瞰する
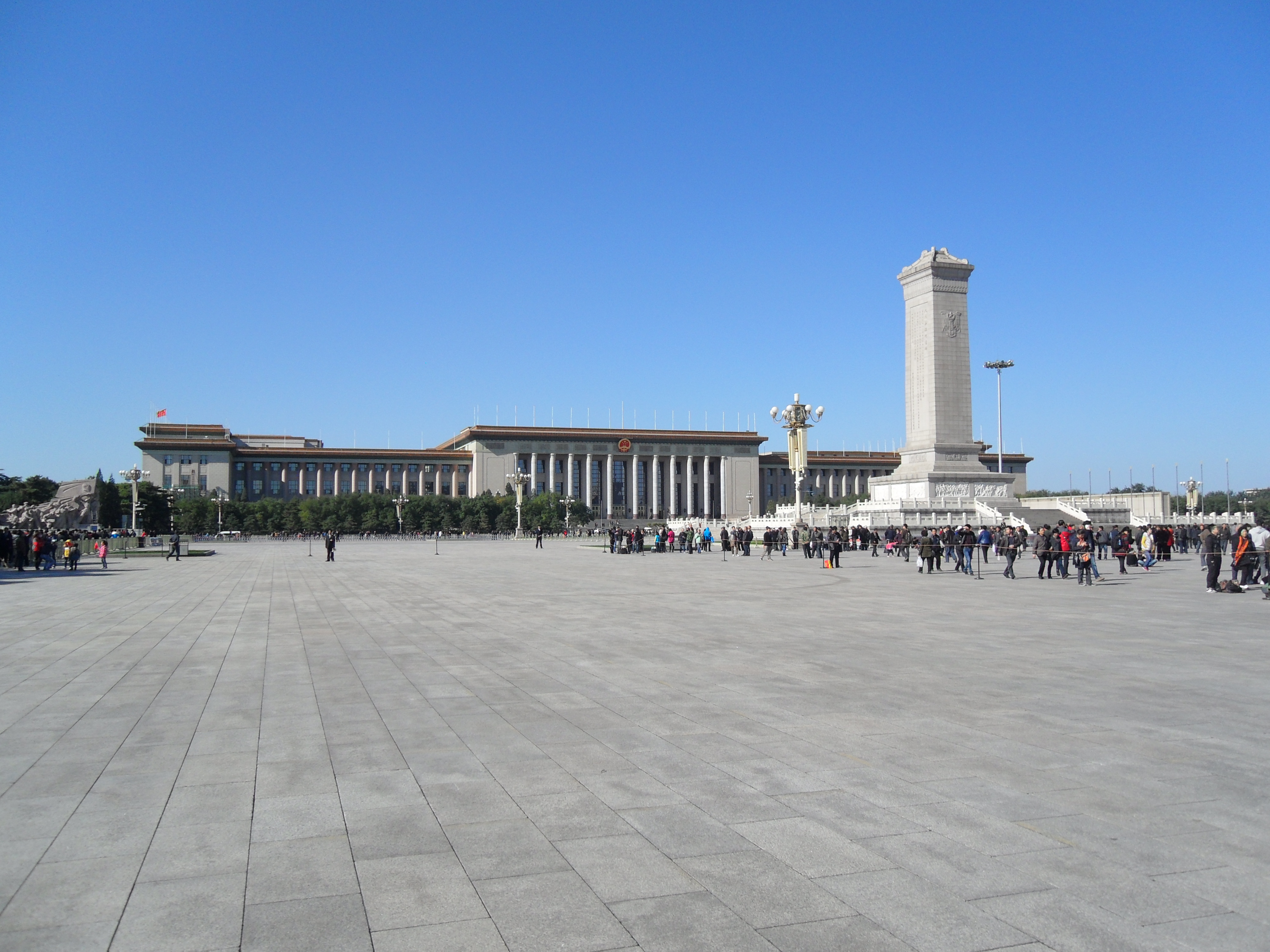
人民大会堂の遠景。国家の中枢機関も西城区にある
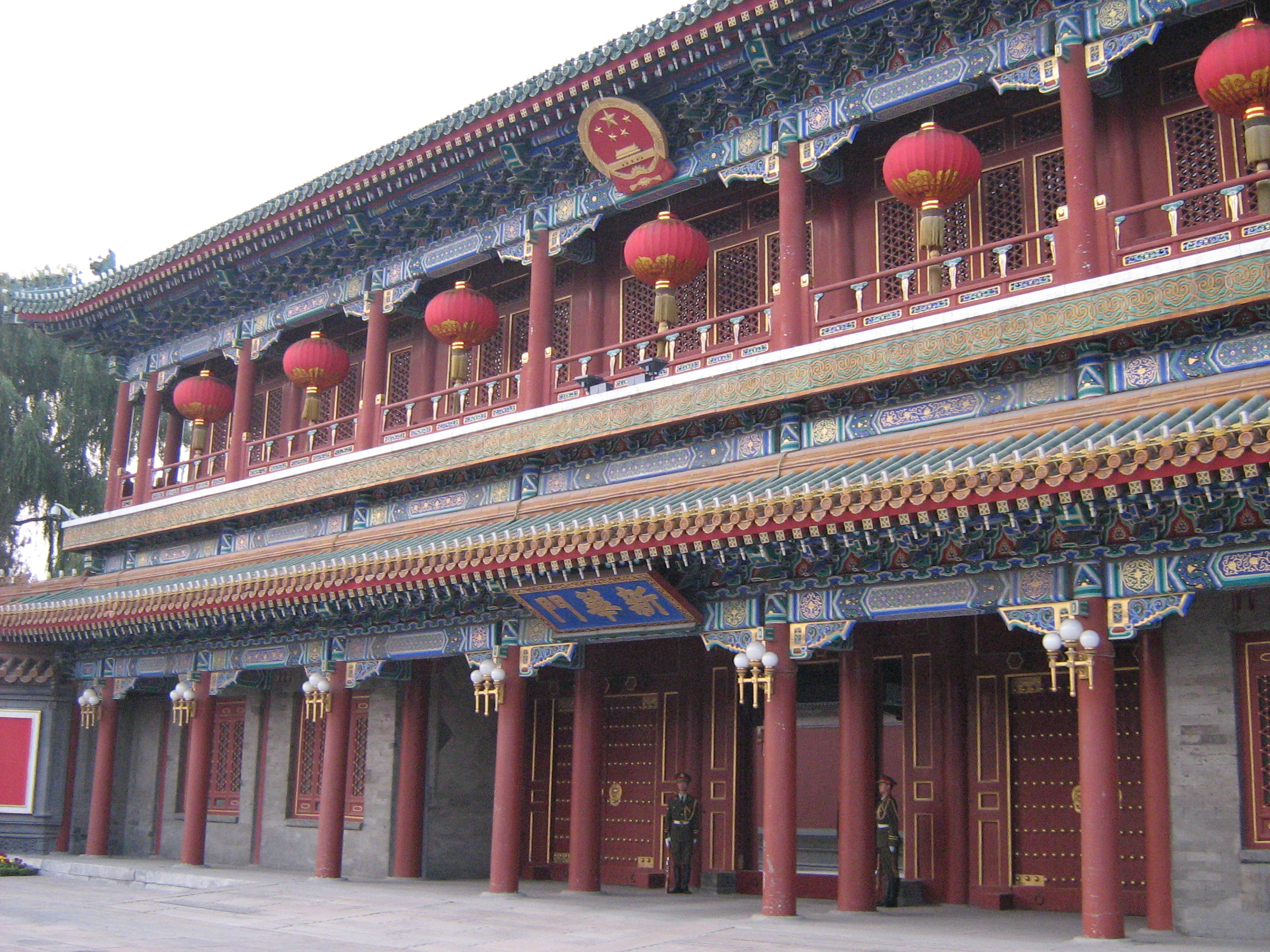
政府の要人が住む中南海の新華門。要人も「西城区民」である